# مايكل كودليتز
مايكل كودليتز (بالإنجليزية: Michael Cudlitz)‏ مواليد 29 ديسمبر 1964 في لونغ آيلند، نيويورك، الولايات المتحدة، هو ممثل أمريكي بدأ مسيرته الفنية سنة 1989. درس في معهد كاليفورنيا للفنون. فاز بجائزة اختيار النقاد للتلفاز لأفضل ممثل مساعد في 2013.

## الأعمال

### أفلام
- النهر يجري من خلالها (1992) (بدور: تشوب)
- قوى الطبيعة (1999)
- بدائل (2009)
- الاخوة المترابطون (2001) ( بدور : بول راندلمان)

### ألعاب فيديو
- كول أوف ديوتي 2 (2005)
- كول أوف ديوتي 4: مودرن وورفير (2007)
- ريد فاكشن: جوريلا (2009) (بدور: سول ماريوس)
- كول أوف ديوتي: مودرن وورفير 2 (2009)
- كول أوف ديوتي: مودرن وورفير 3 (2011)

## روابط خارجية
- مايكل كودليتز على موقع IMDb (الإنجليزية)
- مايكل كودليتز على موقع ألو سيني (الفرنسية)
- مايكل كودليتز على موقع أول موفي (الإنجليزية)
- مايكل كودليتز على موقع قاعدة بيانات الأفلام السويدية (السويدية)
- مايكل كودليتز على موقع إن إن دي بي (الإنجليزية)
- مايكل كودليتز على موقع قاعدة بيانات الفيلم (الإنجليزية)
- مايكل كودليتز على موقع كينوبويسك (الروسية)